# フライケーキ

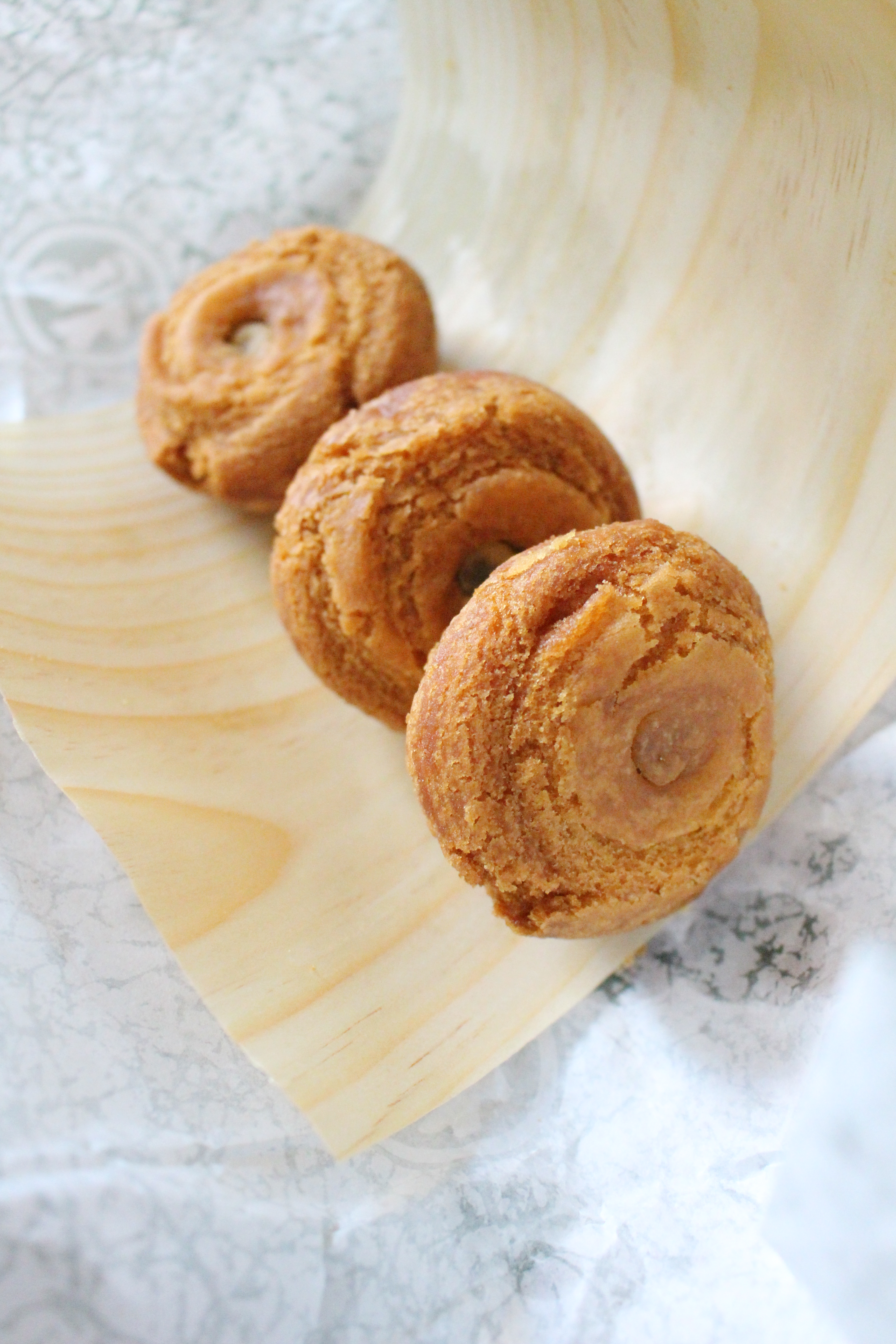
フライケーキ

フライケーキとは、広島県呉市で売られている揚げ饅頭。あんドーナツの一種。

## 概要
カリッとした外皮の中に、ふわっとした生地と程よい甘さのこし餡が包まれているのが特徴。菜種油で揚げられる。一般的なあんドーナツよりも生地は固めで、表面に砂糖はまぶされていない。
呉市内にある「福住」で作られたのが元祖。現在では「福住」製以外のものもフライケーキと称されるようになっており、呉市近辺のスーパーマーケット、他広島市の一部や広島自動車道の久地パーキングエリアなどでも販売されている。
「福住」製のものはこし餡入りのみだが、他で作られるものには粒餡入りもある。

## 知名度
呉市および周辺地域の人々にとっては、びっくり饅頭や巴屋のアイスもなかと並んで高い知名度を有するが、広島土産として全国的に有名なもみじ饅頭と違い、全国のみならず広島県内においてもそれほど知名度は高くない。

## 歴史

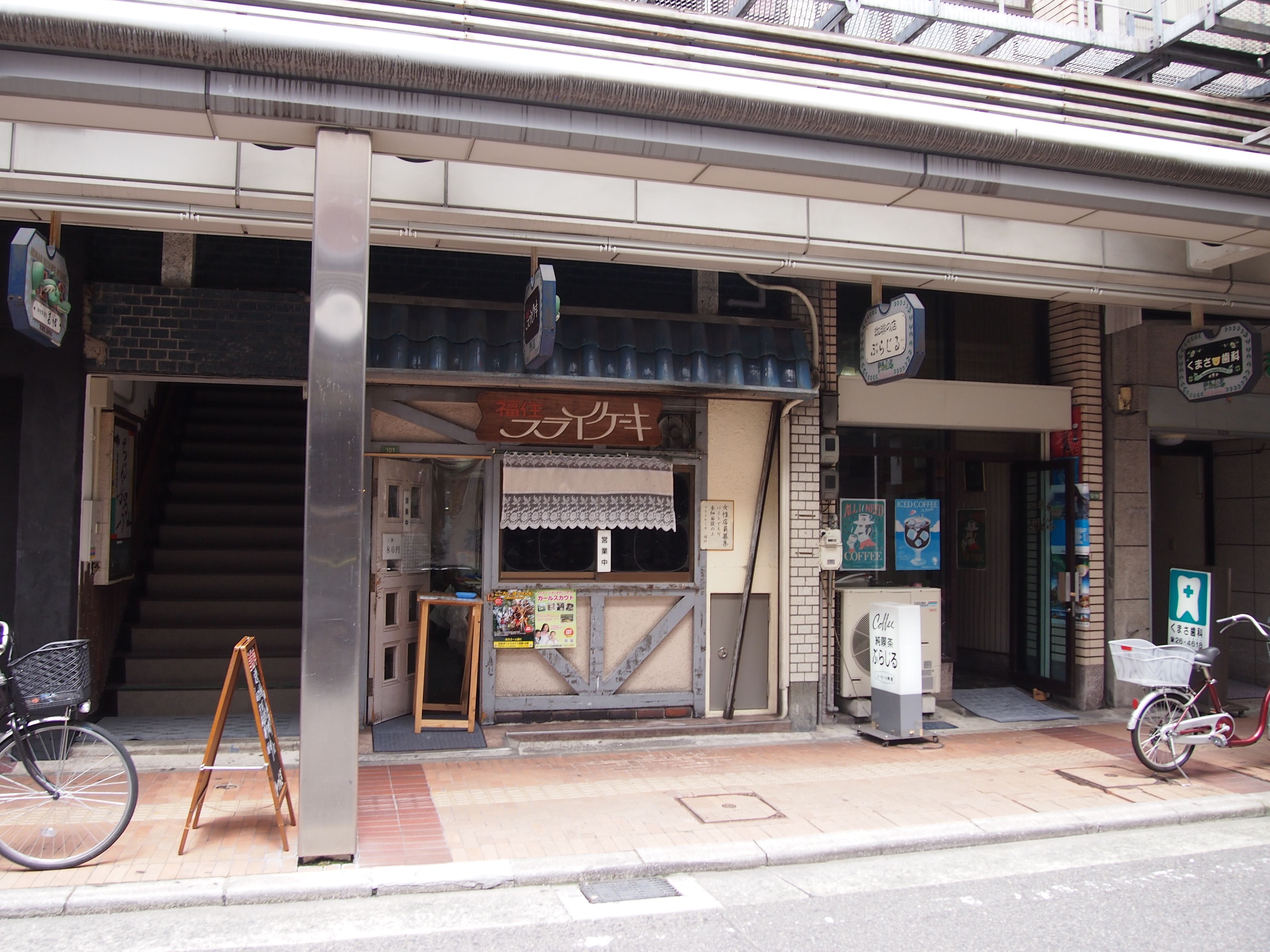
福住

フライケーキを考案し、今もフライケーキ専門店である「福住」を始めた先代店主は1907年（明治40年）生まれで、19歳でアメリカ合衆国帰りのパン職人に師事し、パンのほか、さまざまな洋菓子や和菓子を習得。不二家菓子店にも勤め、戦前・戦中は上海にまで渡って修行に励み、呉に帰って店を持った。「福住」におけるフライケーキの材料の配合は、先代が苦労の末に独自で考案した。「福住」は、1947年（昭和22年）に開店した。今も呉市のれんが通り沿いで営業を続けており、数十個単位でまとめ買いする地元の人々でにぎわっている。